# Менжик
Менжик (пол. Mężyk) — польське прізвище.

## Персоналії
- Станіслав Менжик гербу «Венява» — стольник краківський, прихильник та діяч реформації (аріянин).
- Ян Менжик гербу Вадвич — староста генеральний Русі, перший руський воєвода в складі Корони Польської.